# Noardeast-Fryslân
Noardeast-Fryslân é um município dos Países Baixos, situado na província da Frísia. Tem 516,45 km² de área e sua população em 2020 foi estimada em 45.181 habitantes.